# Inishbofin
Inishbofin (Inis Bo Finne in gaelico irlandese, che significa "Isola della Mucca Bianca") è un'isola situata 8 chilometri al largo della costa del Connemara, contea di Galway, Irlanda. È abbastanza popolare tra vari artisti, oltre che essere una meta turistica piuttosto nota.

## Geografia
Inishbofin è lunga 5,5 chilometri e ampia 3 chilometri, con una popolazione di meno di 200 abitanti.

## Demografia
La tabella che segue riporta dati sulla popolazione dell'isola tratti dal libro Discover the Islands of Ireland (Alex Ritsema, Collins Press, 1999) e dai censimenti irlandesi. I dati censuari in Irlanda prima del 1841 non sono considerati completi e/o sufficientemente affidabili.
| 1841 | 1851 | 1901 | 1951 | 1996 | 2002 | 2006 | 2011 |
| ---- | ---- | ---- | ---- | ---- | ---- | ---- | ---- |
| 1404 | 909  | 762  | 291  | 200  | 178  | 199  | 160  |

## Trasporti
Inishbofin può essere raggiunta da traghetti che partono dall'attracco di Cleggan.